# 秀蝽属
秀蝽属（学名：Neojurtina）为蝽科的一个属。

## 下属物种
本属包括以下物种：
- 秀蝽 Neojurtina typica Distant, 1921